# Parancistrocerus decollatus
Parancistrocerus decollatus är en stekelart som först beskrevs av Edoardo Zavattari 1912.
Parancistrocerus decollatus ingår i släktet Parancistrocerus och familjen Eumenidae. Inga underarter finns listade i Catalogue of Life.